# Aedes thomsoni
Aedes thomsoni é um espécie de mosquito do Género Aedes, pertencente à família Culicidae.